# 吕保维
吕保维（1916年7月22日—2004年2月10日），江苏常州人，中国电波传播科学和空间科学专家，中国科学院院士，国际宇航科学院院士。

## 生平
1939年毕业于清华大学。1944年获美国麻省理工学院硕士学位，1947年获哈佛大学博士学位。中国科学院电子学研究所研究员。
1980年当选为中国科学院院士。